# Biak
Biak (en indonesio: Pulau Biak) es una isla ubicada en la bahía Cenderawasih, cerca de la costa norte de Papúa, una provincia de Indonesia, en la parte noroeste de la isla de Nueva Guinea. Biak es la isla más grande de su archipiélago, las islas Biak o Schouten (Kepulauan Biak), y tiene muchos atolones, y arrecifes de coral.
El mayor centro de población se encuentra en Kota Biak (Ciudad Biak) en la costa sur. El resto de la isla está poco poblada con pequeñas aldeas.
Los habitantes de Biak son predominantemente melanesios y la principal religión es el cristianismo[cita requerida]. El idioma oficial es el indonesio y el idioma local principal es el Biak. Otros idiomas, como el neerlandés y el inglés también se utilizan, pero de forma limitada.
Biak es atendida por el aeropuerto Frans Kaisiepo, que tiene vuelos desde toda Indonesia.
Servicios espaciales de lanzamiento de satélites comenzarán a ser ofrecidos en 2011 en el nuevo puerto espacial Biak. La ubicación ecuatorial ofrece un lugar particularmente eficaz para el lanzamiento a las órbitas ecuatoriales.

## Historia

### sigloXX
En la Segunda Guerra Mundial, un campo de aviación estratégica de la Armada Imperial Japonesa se encontraba allí, sirviendo como base de operaciones en el Pacífico. Las fuerzas estadounidenses finalmente capturaron la isla durante la Batalla de Biak. El 29 de mayo de 1944, la primera batalla entre tanques en el escenario del Pacífico se produjo. El aeródromo capturado fue renombrado aeródromo Mokmer y posteriormente transferido temporalmente a la Real Fuerza Aérea Australiana.
La isla fue entregada por el Estado neerlandés, junto con la mitad de Nueva Guinea, en la década de 1960 a control indonesio.
El 1 de julio de 1998 (en el aniversario de la fallida declaración de 1971 de la independencia de Papúa) Biak fue el escenario de lo que comúnmente se conoce como la "Masacre de Biak" o el "Sangriento Biak". Indígenas papúas y miembros de la Organisasi Papua Merdeka (Movimiento Papúa Libre), levantaron la bandera tradicional, "La Estrella de la Mañana", en Kota Biak y acamparon allí durante los siguientes seis días.
A las 5:30 de la mañana del 6 de julio de 1998 la demostración fue atacada a balazos por la Tentara Nasional Indonesia (TNI o Fuerzas Armadas Indonesias) y los supervivientes torturados. Se estima que unas 100 personas fueron cargadas a bordo de barcos y que sus cuerpos fueron echados al océano Pacífico. Sus cuerpos mutilados aparecieron durante días en las playas de la isla. Posteriormente, las autoridades indonesias lo atribuyeron a los efectos del tsunami de Aitape que ocurrió en Papúa Nueva Guinea, a 1000 km de distancia, 11 días después de la masacre.